# 立化中学杀人案
立化中学杀人案发生于2021年7月19日，一名13岁的中一男学生，韩喆凯（英文：Ethan Hun Zhe Kai），在新加坡位于文礼的立化中学被斧头砍死。嫌犯是一名16岁的中四男学生，他在事件发生后不久被捕，据报道，这在新加坡历史上是前所未有的案件。

## 攻击及后果
袭击发生在当地时间上午11点16分到11点44分之间，发生在立化中学四楼的厕所。 一群学生目击嫌犯—一个十六岁的中四学生—在上午11:35厕所的外面持有斧头。当嫌犯要求他们报警时，学生们撤退到他们的教室并执行了行動限制。嫌犯随后前往在厕所旁的一间教室向第二组学生提出同样的要求，第二组学生也实施了封锁。两组学生们都通知了他们的老师。 
一名教师与嫌犯对质并要求他将斧头放在地板上。嫌犯遵照指示，然后被带往学校的会议室。 受害者韩喆凯，随后被发现死在厕所里，身上的多处伤口据称是被斧头造成的。 
嫌犯随后被新加坡警察部队逮捕。 整个学校进入封锁状态直到下午3点30分左右。由于隔天是哈芝节，新加坡的公共假期，学生们于7月21日返回学校。在袭击发生后的几天里，将近540名学生和教师获得新加坡教育部提供的辅导援助，而教育部人员则临时接管了校内的一些班级。 

## 嫌犯
根据新加坡警方在案发生的数小时之后发布的一则声明，“初步调查显示，这两名男性青少年彼此并不认识。” 声明还透露，被指控的肇事者两年前曾企图自杀，并被还押在心理衛生學院。据称，嫌犯用来攻击他人的斧头是在网上购买的。 据第8频道新闻报道，嫌犯只是想攻击第一个进入厕所的人。 
根据新加坡法律，这名中四学生因年龄尚未成年因此不得透露其姓名，他于 7月20日被控谋杀罪，并被还押在樟宜監獄内的医疗中心进行精神评估。 作为未成年人，他受到《儿童和青少年法》的保护，如果谋杀罪罪名成立，他将不能判处死刑，最高刑期为终身监禁。刑事律师 Peter Fernado 被委托在审判中为嫌犯辩护。 
8月10日，法院发布了新的命令，将嫌犯的精神病还押期再延长两周。在那时候，Peter Fernado 已被 Diana Ngiam 和 Sunil Sudheesan 取代。 尽管嫌犯已经完成了精神评估，但他于 2021年8月24日 被进一步还押7天。  8月31日，他的案件押后至 10月19日。目前没有安排审判嫌犯的日期。据透露，嫌犯已获准会见家人。
2022年11月，据报道，犯人在监狱内参与O水准（英文：O-Level）考试。他的案件预计将于2023年1月25日审理。

## 刑事诉讼与判决

### 从谋杀罪降至误杀罪
2023年2月，由于被告在犯案时患有严重的忧郁症，从原本的谋杀罪改控为误杀罪。而犯人表示有意承认误杀罪，案件之后转交高庭审理。

### 判刑
控方要求法官判处犯人坐牢12至16年，而辩方要求判处坐牢5年，企图争取较轻刑法。2023年12月1日，法院判他坐牢16年。符晓平（Hoo Sheau Peng）法官下判时，说明此案是新加坡有史以来从未有过的命案，也说明症状无论有多重，患抑郁症不等于能开杀戒。符法官也指出，被告的行为残暴冷血，也依然有自制行为，再加上被告自知自己患了忧郁症却没有接受帮助，因此他必须为他的罪行负起责任。符法官于是判处被告入狱16年。

### 公开被害人名字
被害人的家长要求法官撤销禁制令，以公开死者韩喆凯的名字和身份，韩喆凯的身份在2023年12月1日公开。

## 反应
据《海峡时报》报道，这次袭击在新加坡历史上是前所未有的。 时任总理和教育部长，李显龙与陈振声在脸书上写道，他们感到“震惊”，而新加坡教育部和立化中学则表示，他们对这一事件“深感悲痛”。  总统哈莉玛·雅各布认为，“家长、学校和我们的社会都没有足够能力应对这种情况。” 法律和内政部部长尚穆根说，“甚至难以描述他们（受害者父母）的悲伤程度”。 其他几位内阁成员和当地宗教领袖也公开评论了这袭击。
这次袭击引发了对新加坡心理健康的担忧。  网民和国会议员Patrick Tay质疑在袭击发生的一天后让学生返校的决定。时仍教育部长陈振声为他的决定辩护，并回答说教育部决定让学生们一起悲伤好过独自在家悲伤。如果学生愿意，他们可以选择留在家里。 
教育部随后从期末考试中删除了几道题目“以帮助缓解压力”，并提议在学校实施伙伴制度（buddy system)，尽管后者计划招致批评。   